# Willian Xavier
Willian Xavier Barbosa est un footballeur brésilien né le 22 septembre 1983.